# Manuel Chorens
Manuel Chorens García (né le 22 janvier 1916 à Cuba et mort à une date inconnue) était un footballeur cubain, qui jouait en défense.

## Biographie

### Club
Cet attaquant évoluait dans le championnat de Cuba dans le club du CD Centro Gallego.

### International
Il est également international cubain et participe à la coupe du monde 1938 en France, où il ne marque aucun but.